# Walter Damrosch

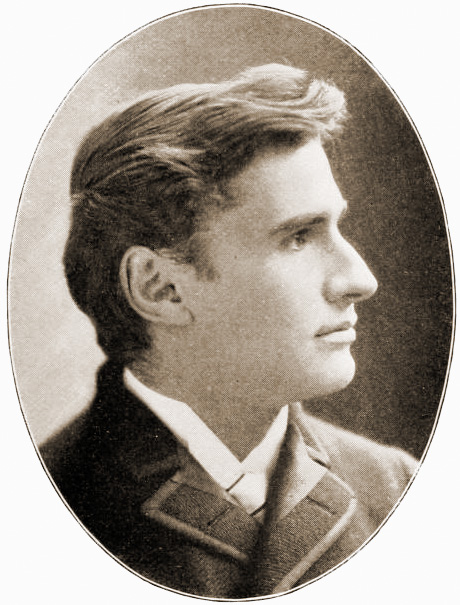
Walter Johannis Damrosch nel 1899

Walter Johannis Damrosch (Breslavia, 30 gennaio 1862 – New York, 22 dicembre 1950) è stato un compositore e direttore d'orchestra tedesco naturalizzato statunitense, figlio di Leopold Damrosch.

## Notizie biografiche
Nacque in Slesia, figlio della cantante lirica Helene von Heimburg e del direttore d'orchestra Leopold Damrosch.
I suoi genitori erano luterani, invece il nonno paterno era di religione ebraica.
Studiò al Conservatorio di Dresda con Felix Draeseke e nel 1871 emigrò negli Stati Uniti a New York con la famiglia.
Successe al padre nell'incarico di direttore del Metropolitan Opera di New York debuttando l'11 febbraio 1885 con Tannhäuser (opera) e successivamente fondò la Società dei Concerti sinfonici newyorkese.
Al Metropolitan dirigerà fino al 1937 in trecentoventitre recite.
Il 17 maggio 1890 sposò Margaret Blaine (1867-1949), figlia del politico americano e candidato alla presidenza James Blaine, con la quale ebbero quattro figlie: Alice, Margaret (conosciuta come Gretchen), Leopoldine e Anita.
Nel 1895 istituì la Damrosch Opera per organizzare e realizzare tournée, soprattutto inerenti al repertorio wagneriano. Difatti uno dei suoi principali successi fu la direzione del Parsifal, realizzato per la prima volta negli Stati Uniti, nel marzo 1886.
Nell'aprile del 1905 Damrosch andò in Francia e in Belgio alla ricerca di musicisti per la New York Symphony Orchestra, che diresse dal 1885 al 1928. Durante il suo soggiorno europeo, coinvolse cinque musicisti: l'oboista Marcel Tabuteau, il flautista Georges Barrère, il fagottista Auguste Mesnard e il clarinettista Leon Leroy dalla Francia e il trombettista Adolphe Dubois dal Belgio. 
Fu un precursore delle performance di musica alla radio e un appassionato di musica tecnologica.
Tra le sue opere principali vanno annoverate opere teatrali sinfoniche e musica da camera. 
Ha diretto il famoso arpista Vincent Fanelli dal 1908 al 1911. 
Su richiesta del generale Pershing ha riorganizzato le bande dell'A.E.F. nel 1918.
Nel 1925 diresse con successo la prima assoluta del Concerto in fa di Gershwin nella Carnegie Hall di New York, dove nel 1928 diresse la prima assoluta di Un americano a Parigi, sempre di Gershwin.
Sebbene Damrosch si interessasse alle tecnologie musicali, registrò sporadicamente. La sua prima registrazione, il preludio alla Carmen di Bizet, apparve nel 1903 (Columbia).